# 쌈지돌말과
쌈지돌말과(Anaulaceae)는 돌말류과의 일종이다. 쌈지돌말목(Anaulales)에 속하는 유일한 과이다. 5개 속에 35종을 포함하고 있다.

## 하위 속
- 쌈지돌말속 (Anaulus) Ehrenberg - 8종
- Ceratanaulus E.Górecka, A.Witkowski, P.Dabek & M.Ashworth, 2020 - 유일종 C. creticus
- Eunotogramma J.F.Weisse - 20종
- Porpeia J.W.Bailey ex J.Ralfs - 유일종 P. quadriceps
- Terpsinoë Ehrenberg - 6종